# Tommy Paul (tennis)
Pour les articles homonymes, voir Tommy Paul et Paul.
Tommy Paul, né le 17 mai 1997 à Voorhees dans le New Jersey, est un joueur de tennis américain, professionnel depuis 2015.

## Carrière

### Élément biographique
Tommy Paul est le fils d'une fermière du New Jersey.

### 2015-2022: première partie de carrière professionnelle
Tommy Paul remporte en 2015 le tournoi junior de Roland-Garros en battant son compatriote Taylor Fritz, tête de série no 2 du tournoi. Alors classé 142e junior, il jouait son premier tournoi de l'année dans cette catégorie. Il parvient ensuite à se qualifier pour son premier tournoi du Grand Chelem chez les seniors lors de l'US Open. Sorti au premier tour par Andreas Seppi, il parvient néanmoins en finale de l'épreuve junior où il retrouve Taylor Fritz, lequel prend sa revanche en remportant le titre. Il est finaliste du tournoi Challenger de Charlottesville en fin d'année.
Il remporte son premier match dans un tournoi ATP en avril 2016 à Houston contre Paolo Lorenzi. Après une fin de saison délicate, il renoue avec le succès en 2017 en atteignant les demi-finales aux Challengers de Savannah et de Winnetka, puis les quarts de finale des tournois ATP d'Atlanta et de Washington, où il sort Lucas Pouille et Gilles Müller, 17e et 21e mondiaux, avant de s'incliner contre Kei Nishikori malgré trois balles de match en sa faveur (3-6, 7-68, 6-4).
En 2018, il manque cinq mois de compétition en raison d'une blessure au coude droit. En octobre, il remporte son premier tournoi Challenger à Charlottesville en battant en finale Peter Polansky avec un statut de lucky loser. En 2019, il remporte les tournois Challenger de Sarasota et New Haven, performances qui lui font accéder au top 100 (92e). Fin septembre, il gagne également le tournoi de Tiburon.
Tommy Paul commence sa saison 2020 par une demi-finale à Adélaïde, puis accède au 3e tour de l'Open d'Australie en écartant le 20e mondial Grigor Dimitrov (6-4, 7-66, 3-6, 63-7, 7-63). Lors du tournoi d'Acapulco, il s'extirpe des qualifications et signe sa première victoire sur un membre du top 10 en la personne d'Alexander Zverev. Début 2021, il est quart de finaliste à Rotterdam. Il remporte son premier titre ATP en fin d'année à l'Open de Stockholm face à Denis Shapovalov.
Neuf fois quart de finaliste sur le circuit ATP en 2022, il atteint ce stade de tournoi lors du Masters du Canada où il bat le n°4 mondial Carlos Alcaraz (64-7, 7-67, 6-3), ainsi qu'à Bercy où il écarte cette fois-ci Rafael Nadal alors n°2 (3-6, 7-64, 6-1). Il a aussi disputé une demi-finale à Delray Beach. Pour son premier Wimbledon, il atteint les huitièmes de finale en battant Fernando Verdasco, Adrian Mannarino et Jiří Veselý sans perdre un set. Il est éliminé par le Britannique Cameron Norrie, en trois sets (6-4, 7-5, 6-4).

### 2023:1redemi-finale de Grand Chelem,1refinale en ATP 500,1redemi-finale en Masters 1000 et top 20
En janvier, il s'illustre lors de l'Open d'Australie où il crée la surprise en atteignant les demi-finales. Profitant de l'élimination de plusieurs têtes de série, il écarte notamment Alejandro Davidovich Fokina au second tour (6-2, 2-6, 64-7, 6-3, 6-4), Roberto Bautista-Agut en huitièmes (6-2, 4-6, 6-2, 7-5) et une autre surprise du tournoi, son compatriote Ben Shelton en quarts (7-66, 6-3, 5-7, 6-4). Malgré un premier set accroché, il s'incline (5-7, 1-6, 2-6) en 2 h 20 face au futur numéro un mondial et vainqueur du tournoi, Novak Djokovic.
Quelques semaines plus tard, il s'impose contre l'Equatorien Emilio Gómez (6-1, 7-64) et trois de ses compatriotes : Michael Mmoh (6-4, 2-2 ab.), Mackenzie McDonald (6-2, 6-2) et le 5e mondial, Taylor Fritz (6-3, 62-7, 7-62 après prês de trois heures et demi de match. Il parvient alors en finale d'un tournoi ATP pour la deuxième fois de sa carrière mais perd contre l'Australien Alex de Minaur (6-3, 4-6, 1-6).
Mi-juin au tournoi de Stuttgart sur gazon, il est battu au deuxième tour par l'Allemand Jan-Lennard Struff, récent finaliste à Madrid, et futur finaliste quelques jours plus tard en deux tie-breaks. Il avait auparavant éliminé le Français Benjamin Bonzi (6-3, 6-4). Tête de série numéro deux à Eastbourne, il rebondit quelques jours avant Wimbledon et s'impose contre le terrien Sebastián Báez (6-1, 7-6), son jeune compatriote Jeffrey John Wolf (6-4, 4-6, 7-6) et le Français Grégoire Barrère (6-4, 6-3) pour jouer sa deuxième finale de la saison, la première de sa carrière sur gazon. Il est défait par l'Argentin Francisco Cerúndolo (4-6, 6-1, 4-6).
Il joue quelques jours plus tard le tournoi de Wimbledon et se défait d'abord du Japonais qualifié Shintaro Mochizuki (7-5, 6-3, 6-1) puis de l'ancien finaliste et numéro trois mondial Milos Raonic (6-4, 7-6, 6-7, 6-4). Il est battu en cinq sets par le jeune Tchèque Jiří Lehečka (2-6, 6-7, 7-6, 7-6, 2-6) au troisième tour. A Newport, une semaine plus tard, il s'impose contre son compatriote Ethan Quinn (6-4, 6-2). Il s'incline dès le tour suivant contre l'ancien demi-finaliste de Wimbledon, le vétéran John Isner (6-4, 3-6, 6-7). Il gagne un match à Los Cabos contre le Brésilien Felipe Meligeni Alves (7-5, 7-6) mais est battu de nouveau au deuxième match contre l'Australien Alex de Minaur (4-6, 6-3, 3-6), futur finaliste du tournoi.
Il part au Canada défendre son quart de finale au Masters 1000 de Toronto. Il écarte d'abord deux Argentins assez difficilement, Diego Schwartzman (6-3, 3-6, 6-4) et Francisco Cerúndolo (7-6, 6-7, 6-3) pour rallier les huitièmes de finale. Il s'impose alors plus facilement contre son compatriote, sorti des qualifications Marcos Giron (6-3, 6-2) pour rejoindre Carlos Alcaraz, le jeune numéro un mondial qu'il avait battu lors du même tournoi l'année précédente. Il sort alors la plus belle victoire de sa carrière contre le prodige Espagnol (6-3, 4-6, 6-3), sa première sur un numéro un mondial pour jouer pour la première fois de sa carrière également les demi-finale d'un Masters 1000. Alors confronté à Jannik Sinner, huitième mondial et très jeune lui aussi, il cède en deux sets (4-6, 4-6).
Il rejoint Cincinnati, et s'offre pour la première fois de sa carrière un huitième de finale dans le tournoi en écartant Miomir Kecmanović (7-5, 7-6) et Ugo Humbert (6-1, 7-6). Il retrouve alors le numéro un mondial Carlos Alcaraz mais contrairement à la semaine passée, il est défait, en remportant néanmoins la deuxième manche (6-7, 7-6, 3-6).
Attendu à l'US Open, il démarre laborieusement contre le qualifié Stefano Travaglia (6-2, 6-3, 4-6, 6-1) et remonte un handicap de deux sets à zéro au deuxième tour face au Russe Roman Safiullin, quart de finaliste à Wimbledon (3-6, 2-6, 6-2, 6-4, 6-3). Opposé à Alejandro Davidovich Fokina dans une belle affiche de troisième tour, il efface son adversaire, absent sur les deux premiers sets (6-1, 6-0, 3-6, 6-3) pour rallier la deuxième semaine du Grand Chelem américain pour la première fois de sa carrière. Il s'incline à ce stade contre son compatriote Ben Shelton qui prend sa revanche de l'Open d'Australie (4-6, 3-6, 6-4, 4-6), le jeune Américain disputant sa première demi-finale à New York quelques jours plus tard.
Cherchant des points pour participer au Masters de fin d'année, il s'envole disputer le tournoi de Shanghai pour la première fois et dispose facilement de Sebastian Ofner (6-3, 6-0) puis plus difficilement du très jeune Arthur Fils (6-4, 6-7, 6-4) avant de tomber contre le numéro sept mondial Andrey Rublev (5-7, 5-7), futur finaliste. Il joue Tokyo mi-octobre et sort Daniel Altmaier (3-6, 6-1, 6-3) et son compatriote Mackenzie McDonald (6-4, 6-2) mais est battu en quarts de finale par un autre de ses compatriotes, l'étoile montante Ben Shelton (6-7, 3-6), demi-finaliste à l'US Open et futur vainqueur du tournoi.
Il s'envole pour l'Europe, sort le Français Alexandre Müller à Vienne (6-3, 6-1) mais s'incline contre l'invité Borna Gojo (3-6, 4-6) au deuxième tour. Il est éliminé de la course au Masters à Bercy où il perd également au second tour contre Botic van de Zandschulp (4-6, 6-2, 3-6) après avoir renversé le vétéran local Richard Gasquet (0-6, 6-2, 7-6).

### 2024: trois titres à Dallas, au Queen's et à Stockholm, quart à Wimbledon et demi-finale à Indian Wells et Rome
Il démarre sa saison par le tournoi d'Adelaïde où il sort le local qualifié Alex Bolt (6-3, 6-2) puis est battu par le Britannique Jack Draper (1-6, 4-6) en quarts de finale. Il dispute mi-janvier l'Open d'Australie dont il a été demi-finaliste l'année précédente. Il sort d'abord le Français Grégoire Barrère facilement (6-2, 6-3, 6-3) puis prend sa revanche sur Jack Draper (6-2, 3-6, 6-3, 7-5). Il retrouve au troisième tour le Serbe Miomir Kecmanović qui l'avait déjà écarté deux ans auparavant. Malgré deux balles de match dans le quatrième set, il est éliminé (4-6, 6-3, 6-2, 6-7, 6-0).
Il s'envole pour son pays natal à Dallas et réussit son tournoi. En tant que tête de série numéro deux, il se défait du Japonais Taro Daniel (6-3, 6-2), de l'Allemand Dominik Köpfer (7-5, 6-3) et du jeune Ben Shelton, demi-finaliste à l'US Open en fin de saison dernière (6-2, 6-4) pour jouer sa quatrième finale en carrière, la première aux États-Unis. Il y affronte un autre compatriote, le surprenant Marcos Giron qui remporte un set (7-6, 5-7, 6-3), mais réussit tout de même à remporter le trophée. Il s'agit de son second titre ATP. Il enchaîne ses cinquièmes, sixièmes et septièmes victoires d'affilée à Delray Beach, renversant d'abord son jeune compatriote Alex Michelsen (5-7, 6-4, 7-6) puis sortant sans difficulté Jordan Thompson (6-4, 6-3) et la tête de série numéro deux Frances Tiafoe (6-2, 6-2) en demi-finale. Pour sa seconde finale en deux semaines, il joue contre le tenant du titre et neuvième mondial Taylor Fritz qui s'impose logiquement (2-6, 3-6).
Défendant la semaine suivante une finale à Acapulco, il n'inscrit que quatre jeux contre le Britannique Jack Draper au premier tour du tournoi mexicain (0-6, 4-6). Il se ressaisit et parvient à battre de nouveau Alex Michelsen (6-2, 6-2) à Indian Wells ainsi que le Français Ugo Humbert (6-4, 6-4), vainqueur à Doha une semaine plus tôt. Il franchit pour la première fois les huitièmes de finale du tournoi en sortant le jeune Italien Luca Nardi (6-4, 6-3), repêché et tombeur du Serbe numéro un mondial Novak Djokovic à la surprise générale. Il sort un gros match en quarts contre le Norvégien Casper Ruud (6-2, 1-6, 6-3), sa première victoire sur un top 10 de l'année et rejoint ainsi les demi-finales en Masters 1000 pour la seconde fois de sa carrière. Il joue alors le Russe Daniil Medvedev, numéro trois mondial et finaliste des deux derniers tournois du Grand Chelem. Pratiquant à outrance le service-volée, il n'est pas loin de remporter le match mais s'incline (6-1, 6-7, 2-6). À Miami, il fait face à son jeune compatriote Martin Damm. Alors qu'il est bien parti pour l'emporter, il est contraint à l'abandon à cause d'une douleur à la cheville (6-4, 1-2 ab.). 
Il revient sur le circuit à l'occasion du tournoi de Madrid au cours duquel il atteint son meilleur résultat jusqu'alors, le troisième tour grâce à une victoire renversante sur le qualifié Slovaque Lukáš Klein (6-7, 6-1, 6-4) mais sort à ce stade contre l'Argentin Francisco Cerúndolo, renversé à son tour (7-6, 4-6, 2-6). Il fait de même à Rome où il parvient pour la première fois au troisième tour après une victoire contre le Russe Aslan Karatsev (6-4, 6-2), puis continue son parcours en battant l'Allemand Dominik Köpfer (6-4, 6-3) en cédant un jeu de plus. Il prend en huitièmes de finale sa revanche sur Daniil Medvedev, tenant du titre et tête de série numéro deux du tournoi (6-1, 6-4), sa première victoire en carrière sur un Top 10 sur terre puis livre une grosse bataille en quarts de finale contre le Polonais Hubert Hurkacz, numéro neuf mondial (7-5, 3-6, 6-3). Il se défait ainsi de deux joueurs membres du Top 10 dans un même tournoi également pour la première fois de sa vie et rallie une troisième demi-finale en Masters 1000, la deuxième de la saison. Dans une demi-finale ouverte contre le novice à ce stade et Chilien Nicolás Jarry qui vient de faire tomber le Grec Stéfanos Tsitsipás au tour précédent, il résiste mais cède en trois manches (3-6, 7-6, 3-6).
Il bat à Roland-Garros ses deux premiers adversaires, l'Argentin Pedro Cachín (6-2, 6-3, 6-1) et le vétéran italien Fabio Fognini (6-1, 6-0, 6-2) pour accéder pour la première fois de sa carrière au troisième tour Porte d'Auteuil. Il commence bien son match contre Francisco Cerúndolo mais s'incline en quatre sets (6-3, 3-6, 3-6, 2-6) contre son adversaire, comme à Madrid. Il s'envole mi-juin pour le tournoi néerlandais de Bois-le-Duc et y renverse l'Australien Alexei Popyrin (5-7, 6-4, 6-3) avant de tomber contre son compatriote Sebastian Korda (4-6, 2-6) en deux manches. Il rebondit au Queen's en battant les terriens Sebastián Báez (6-4, 6-4) et Alejandro Tabilo (6-3, 6-4). Il perd une manche mais s'impose contre le local Jack Draper, vainqueur de son premier titre à Stuttgart quelques jours plus tôt et qui a battu le numéro deux mondial Carlos Alcaraz, dernier vainqueur de Wimbledon au tour précédent. Il sort son compatriote Sebastian Korda (6-4, 7-6) et dispute sa troisième finale de la saison au Queen's. Il joue contre l'Italien Lorenzo Musetti qu'il vainc pour remporter son deuxième titre de la saison, et son premier ATP 500 en carrière (6-1, 7-6).Il enchaîne d'autres victoires sur l'Espagnol Pedro Martínez (6-2, 6-1, 4-6, 6-3) et le Finlandais Otto Virtanen qui vient de remporter son premier match en Majeur de sa carrière et qui lui offre une belle résistance (4-6, 6-3, 5-7, 7-5, 6-4) ainsi qu'une huitième victoire consécutive sur le fantasque Alexander Bublik (6-3, 6-4, 6-2). Il se débarrasse du vétéran Roberto Bautista-Agut, ancien demi-finaliste (6-2, 7-6, 6-2) en huitièmes ce qui lui permet d'accéder pour la première fois aux quarts de finale de Wimbledon où il rencontre le numéro trois mondial Carlos Alcaraz, récent vainqueur de Roland Garros et tenant du titre. Il rivalise durant deux manches mais s'écroule ensuite (7-5, 4-6, 2-6, 2-6).
Il rejoue à l'occasion de Cincinnati mi-août mais sort prématurément contre Flavio Cobolli (2-6, 6-4, 5-7), son pire résultat en Masters 1000 depuis deux saisons. Il atteint comme l'année passée la deuxième semaine à l'US Open, écartant l'Italien Lorenzo Sonego (6-4, 6-2, 5-7, 6-2), puis profitant de l'abandon de l'Australien Max Purcell (7-5, 6-0, 1-0 ab.) et renversant le géant Canadien Gabriel Diallo qui vient tout juste de remporter ses premiers matchs en Grand Chelem (6-7, 6-3, 6-1, 7-6). Impuissant contre l'Italien Jannik Sinner, numéro un mondial et vainqueur en début de saison de l'Open d'Australie, il est écarté en trois sets (6-7, 6-7, 1-6). Il s'envole fin septembre pour le Japon mais subit un revers renversant par le Tchèque Tomáš Macháč en entrée de tournoi (6-2, 3-6, 6-7). A Shanghai, il subit une deuxième fois la loi du Tchèque  (6-3, 4-6, 3-6) qui joue pour la première fois le tournoi après avoir sorti difficilement le Chilien Alejandro Tabilo (6-7, 7-6, 6-2) en sauvant cinq balles de match et plus facilement le vétéran Fabio Fognini (6-1, 6-3).
Il retourne en Europe pour espérer accrocher une place au Masters de fin d'année. Il se montre très solide au tournoi de Stockholm, n'abandonnant aucun set contre les Serbes Laslo Djere (6-2, 7-6) et Miomir Kecmanović sur le score inverse (7-6, 6-2) ainsi que face au vétéran Stanislas Wawrinka, ancien numéro trois (6-3, 6-2) et qui vient d'éliminer le numéro sept mondial Andrey Rublev. Il domine pour sa quatrième finale de la saison le Bulgare Grigor Dimitrov (6-4, 6-3), ancien vainqueur et inscrit son nom au palmarès pour la deuxième fois. Il s'envole pour le tournoi de Vienne mais ne parvient pas à enchaîner, battu au premier tour par son compatriote Brandon Nakashima (4-6, 4-6), tout comme au Masters de Paris-Bercy, sorti d'entrée par le vétéran local Adrian Mannarino (3-6, 5-7), ce qui met fin à ses rêves de participation au Masters.

### 2025: entrée dans le Top 10, nouveau quart à l'Open d'Australie, à Roland-Garros et demi à Rome
Il lance sa saison par le tournoi d'Adelaïde, où il élimine deux repêchés, le Français Manuel Guinard (6-4, 3-6, 6-3) et le local Rinky Hijikata (6-3, 6-4). Alors qu'il a l'occasion d'entrer pour la première fois dans le Top 10 s'il parvient en finale, il cède dans le dernier carré contre l'ancien numéro six Félix Auger-Aliassime dans un match accroché (63-7, 6-3, 4-6). Ce n'est cependant que partie remise, l'Américain réussissant un beau parcours à l'Open d'Australie. Il commence par une victoire laborieuse contre l'Australien Christopher O'Connell, éliminé pour la quatrième année de suite par un Américain (6-2, 3-6, 6-1, 65-7, 7-5) puis remonte le cours du jeu contre l'ancien numéro quatre Kei Nishikori (63-7, 6-0, 6-3, 6-1), finaliste à Hong Kong quelques semaines avant. Profitant d'un tableau ouvert, il voit un premier Espagnol, Roberto Carballés Baena qui joue pour la première fois un troisième tour à l'Open d'Australie s'effondrer (7-60, 6-2, 6-0) et déroule contre un deuxième, Alejandro Davidovich Fokina, émoussé par plusieurs matchs en cinq sets aux tours précédents (6-1, 6-1, 6-1). Disputant son troisième quart de finale en carrière, il cède en quatre manches contre le numéro deux mondial Alexander Zverev (61-7, 60-7, 6-2, 1-6), mais parvient à l'issue du tournoi à intégrer le Top 10 pour la première fois de sa carrière.
Tenant du titre à Dallas, il montre des difficultés en participant au tournoi début février à écarter ses compatriotes Jenson Brooksby, ancien finaliste et invité par les organisateurs (66-7, 6-3, 6-4) et Ethan Quinn, qualifié (6-4, 5-7, 6-4). Il affronte un troisième compatriote et autre joueur invité, le géant Reilly Opelka qu'il s'offre (7-63, 6-2) pour être le dernier Américain en lice dans le dernier carré du tournoi, une première depuis 2016. Affrontant l'ancien Top 10 Denis Shapovalov, tombeur du numéro quatre Taylor Fritz, il est privé d'une nouvelle finale ici par le Canadien (5-7, 3-6). Il joue début mars le tournoi d'Indian Wells. Demi-finaliste l'année passée, il retrouve Daniil Medvedev après des victoires sur son compatriote Tristan Boyer (6-3, 6-1) et sur le Britannique Cameron Norrie (6-3, 7-5). Comme la saison dernière, il s'incline sèchement contre le Russe (4-6, 0-6), s'arrêtant dès les huitièmes de finale. Il subit une nouvelle défaite précoce à Miami où après avoir lutté face au fantasque Alexander Bublik (5-7, 7-5, 6-4), il cède contre Francisco Cerúndolo, ancien demi-finaliste (2-6, 64-7).
Tête de série numéro une sur la terre américaine de Houston, il manque l'occasion de jouer la finale, passant près de l'élimination dès le premier tour contre le Chilien Cristian Garín, invité (2-6, 6-2, 7-65) et s'imposant contre le qualifié Colton Smith (6-1, 7-61) avant de perdre contre un autre Américain qualifié, Jenson Brooksby qui atteint alors sa première finale sur le circuit depuis sa suspension (65-7, 6-3, 66-7). Il réalise son meilleur parcours jusqu'alors à Madrid en sortant dès le premier tour le jeune Brésilien João Fonseca, vainqueur de Buenos Aires, qui joue sa première saison complète sur le circuit en deux jeux décisifs puis le Russe Karen Khachanov (6-3, 3-6, 6-2) avant de succomber en huitièmes aux coups du Britannique Jack Draper, sixième joueur mondial (2-6, 2-6). Comme la saison passée, il rejoint les demi-finale à Rome, atteignant pour la quatrième fois ce stade en Masters 1000. Il écarte le vétéran Roberto Bautista-Agut (6-1, 6-4), ancien Top 10 puis cède une manche contre le Tchèque Tomáš Macháč (6-3, 65-7, 6-4). Il bat en huitièmes l'Australien Alex de Minaur, huitième au classement ATP, remportant son premier match de l'année contre un Top 10 (7-5, 6-3) puis met fin au parcours du Polonais Hubert Hurkacz (7-64, 6-3), ancien Top 10. Il est de nouveau éliminé aux portes de la finale, par le revenant Jannik Sinner, numéro un mondial et qui joue son premier tournoi depuis trois mois et sa suspension pour négligence. L'Américain commence pourtant le match de manière idéale, mais s'effondre dans la deuxième manche (6-1, 0-6, 3-6), permettant à son adversaire de jouer sa première finale au Foro Italico.
À Roland-Garros, Tommy Paul atteint les quarts de finale où il est sèchement éliminé par le tenant du titre et numéro deux Carlos Alcaraz (0-6, 1-6, 4-6) en session de nuit. Il avait vécu un début de tournoi difficile en cédant plusieurs sets contre le jeune Elmer Møller (65-7, 6-2, 6-3, 6-1) qui dispute son premier Grand Chelem, le Hongrois Márton Fucsovics (4-6, 2-6, 6-3, 7-5, 6-4) et l'ancien huitième mondial Karen Khachanov (6-3, 3-6, 7-67, 3-6, 6-3). Il avait pour son premier huitième de finale Porte d’Auteuil éliminé l'Australien Alexei Popyrin (6-3, 6-3, 6-3) qui découvrait lui aussi ce stade dans le tournoi parisien. Il voit l'invité local et vétéran Daniel Evans créer la surprise contre lui pour son premier match de l'année sur gazon à Eastbourne (4-6, 6-3, 3-6). Il gagne son seul match de la saison sur cette surface contre l'invité local Johannus Monday (6-4, 6-4, 6-2) à Wimbledon puis est renversé par l'Autrichien Sebastian Ofner (6-1, 5-7, 4-6, 5-7), qui n'avait plus atteint ce stade au Temple depuis huit ans.
Il retrouve les terrains en août sur le tournoi de Cincinnati mais échoué prématurément après avoir battu l'Espagnol Pedro Martínez (6-2, 6-2) contre le vétéran Français Adrian Mannarino (7-5, 3-6, 4-6).

## Palmarès

### Titres en simple
| No | Date       | Nom et lieu du tournoi             | Catégorie | Dotation    | Surface      | Finaliste        | Score          |          |
| -- | ---------- | ---------------------------------- | --------- | ----------- | ------------ | ---------------- | -------------- | -------- |
| 1  | 07-11-2021 | Stockholm Open, Stockholm          | ATP 250   | 635 750 €   | Dur (int.)   | Denis Shapovalov | 6-4, 2-6, 6-4  | Parcours |
| 2  | 05-02-2024 | Dallas Open, Dallas                | ATP 250   | 756 020 $   | Dur (int.)   | Marcos Giron     | 7-63, 5-7, 6-3 | Parcours |
| 3  | 17-06-2024 | Cinch Championships, Londres       | ATP 500   | 2 255 655 € | Gazon (ext.) | Lorenzo Musetti  | 6-1, 7-68      | Parcours |
| 4  | 14-10-2024 | BNP Paribas Nordic Open, Stockholm | ATP 250   | 690 135 €   | Dur (int.)   | Grigor Dimitrov  | 6-4, 6-3       | Parcours |

### Finales en simple
| No | Date       | Nom et lieu du tournoi                     | Catégorie | Dotation    | Surface      | Vainqueur           | Score         |          |
| -- | ---------- | ------------------------------------------ | --------- | ----------- | ------------ | ------------------- | ------------- | -------- |
| 1  | 27-02-2023 | Abierto Mexicano Telcel por HSBC, Acapulco | ATP 500   | 2 013 940 $ | Dur (ext.)   | Alex de Minaur      | 3-6, 6-4, 6-1 | Parcours |
| 2  | 26-06-2023 | Rothesay International, Eastbourne         | ATP 250   | 723 655 €   | Gazon (ext.) | Francisco Cerúndolo | 6-4, 1-6, 6-4 | Parcours |
| 3  | 12-02-2024 | Delray Beach Open, Delray Beach            | ATP 250   | 661 585 $   | Dur (ext.)   | Taylor Fritz        | 6-2, 6-3      | Parcours |

## Parcours dans les tournois duGrand Chelem

### En simple
| Année | Open d'Australie | Open d'Australie  | Internationaux de France | Internationaux de France | Wimbledon      | Wimbledon       | US Open         | US Open            |
| ----- | ---------------- | ----------------- | ------------------------ | ------------------------ | -------------- | --------------- | --------------- | ------------------ |
| 2015  | —                | —                 | —                        | —                        | —              | —               | 1er tour (1/64) | Andreas Seppi      |
|       |                  |                   |                          |                          |                |                 |                 |                    |
| 2017  | —                | —                 | —                        | —                        | —              | —               | 1er tour (1/64) | Taro Daniel        |
|       |                  |                   |                          |                          |                |                 |                 |                    |
| 2019  | —                | —                 | 1er tour (1/64)          | Dominic Thiem            | —              | —               | —               | —                  |
| 2020  | 3e tour (1/16)   | Márton Fucsovics  | 2e tour (1/32)           | Casper Ruud              | Annulé         | Annulé          | 1er tour (1/64) | Grigor Dimitrov    |
| 2021  | 2e tour (1/32)   | Casper Ruud       | 2e tour (1/32)           | Daniil Medvedev          | —              | —               | 1er tour (1/64) | R. Carballés Baena |
| 2022  | 2e tour (1/32)   | Miomir Kecmanović | 1er tour (1/64)          | Cristian Garín           | 1/8 de finale  | Cameron Norrie  | 3e tour (1/16)  | Casper Ruud        |
| 2023  | 1/2 finale       | Novak Djokovic    | 2e tour (1/32)           | Nicolás Jarry            | 3e tour (1/16) | Jiří Lehečka    | 1/8 de finale   | Ben Shelton        |
| 2024  | 3e tour (1/16)   | Miomir Kecmanović | 3e tour (1/16)           | Francisco Cerúndolo      | 1/4 de finale  | Carlos Alcaraz  | 1/8 de finale   | Jannik Sinner      |
| 2025  | 1/4 de finale    | Alexander Zverev  | 1/4 de finale            | Carlos Alcaraz           | 2e tour (1/32) | Sebastian Ofner |                 |                    |

N.B. : à droite du résultat se trouve le nom de l'ultime adversaire.

### En double messieurs
| Année | Open d'Australie                                                                      | Open d'Australie                                                                  | Internationaux de France                                                           | Internationaux de France                                                       | Wimbledon                                                                                 | Wimbledon | US Open                                                                               | US Open |
| ----- | ------------------------------------------------------------------------------------- | --------------------------------------------------------------------------------- | ---------------------------------------------------------------------------------- | ------------------------------------------------------------------------------ | ----------------------------------------------------------------------------------------- | --------- | ------------------------------------------------------------------------------------- | ------- |
| 2015  | —                                                                                     | —                                                                                 | —                                                                                  | —                                                                              | —                                                                                         | —         | 1er tour (1/32) D. Baughman \|\| style="text-align:left;" \| T. Bellucci M. Demoliner |         |
| 2016  | —                                                                                     | —                                                                                 | —                                                                                  | —                                                                              | —                                                                                         | —         | 2e tour (1/16) T. Fritz \|\| style="text-align:left;" \| D. Evans N. Kyrgios          |         |
| 2017  | —                                                                                     | —                                                                                 | —                                                                                  | —                                                                              | —                                                                                         | —         | 1er tour (1/32) S. Johnson \|\| style="text-align:left;" \| S. Bolelli F. Fognini     |         |
|       |                                                                                       |                                                                                   |                                                                                    |                                                                                |                                                                                           |           |                                                                                       |         |
| 2020  | 1er tour (1/32) Taylor Fritz \|\| style="text-align:left;" \| J.-S. Cabal Jaume Munar | 1/4 de finale N. Monroe \|\| style="text-align:left;" \| W. Koolhof Nikola Mektić | Annulé                                                                             | Annulé                                                                         | —                                                                                         | —         |                                                                                       |         |
| 2021  | 2e tour (1/16) M. McDonald \|\| style="text-align:left;" \| Nikola Mektić Mate Pavić  | 1er tour (1/32) L. Musetti \|\| style="text-align:left;" \| J. Chardy F. Martin   | —                                                                                  | —                                                                              | 1er tour (1/32) Alexei Popyrin \|\| style="text-align:left;" \| Jamie Murray Bruno Soares |           |                                                                                       |         |
| 2022  | —                                                                                     | —                                                                                 | 1/8 de finale M. McDonald \|\| style="text-align:left;" \| W. Koolhof Neal Skupski | 2e tour (1/16) N. Monroe \|\| style="text-align:left;" \| N. Mektić Mate Pavić | —                                                                                         | —         |                                                                                       |         |

N.B. : le nom du partenaire se trouve sous le résultat ; les noms des ultimes adversaires se trouvent à droite.

## Parcours dans lesMasters 1000
| Année | Indian Wells              | Miami                    | Monte-Carlo         | Madrid                  | Rome                 | Canada                 | Cincinnati               | Shanghai                | Paris                      |
| ----- | ------------------------- | ------------------------ | ------------------- | ----------------------- | -------------------- | ---------------------- | ------------------------ | ----------------------- | -------------------------- |
| 2016  | —                         | 1er tour T. Smyczek      | —                   | —                       | —                    | —                      | —                        | —                       | —                          |
| 2017  | —                         | —                        | —                   | —                       | —                    | —                      | 2e tour J. Isner         | —                       | —                          |
|       |                           |                          |                     |                         |                      |                        |                          |                         |                            |
| 2019  | —                         | —                        | —                   | —                       | —                    | 2e tour F. Fognini     | —                        | —                       | —                          |
| 2020  | n.o.                      | n.o.                     | n.o.                | n.o.                    | —                    | n.o.                   | 1er tour R. Berankis     | n.o.                    | 2e tour S. Wawrinka        |
| 2021  | 1/8 de finale C. Norrie   | 1er tour M. Giron        | 2e tour R. Bautista | 2e tour A. Rublev       | 1er tour R. Bautista | 2e tour R. Bautista    | 2e tour L. Sonego        | n.o.                    | 2e tour H. Hurkacz         |
| 2022  | 3e tour A. de Minaur      | 3e tour T. Fritz         | —                   | 1er tour J. Sinner      | 2e tour A. de Minaur | 1/4 de finale D. Evans | 2e tour D. Shapovalov    | n.o.                    | 1/4 de finale S. Tsitsipás |
| 2023  | 1/8 de finale F. Auger    | 1/8 de finale C. Alcaraz | —                   | 2e tour R. Safiullin    | 2e tour C. Garín     | 1/2 finale J. Sinner   | 1/8 de finale C. Alcaraz | 1/8 de finale A. Rublev | 2e tour v. d. Zandschulp   |
| 2024  | 1/2 finale D. Medvedev    | 2e tour M. Damm          | —                   | 3e tour F. Cerúndolo    | 1/2 finale N. Jarry  | 2e tour B. Nakashima   | 1er tour F. Cobolli      | 1/8 de finale T. Macháč | 1er tour A. Mannarino      |
| 2025  | 1/8 de finale D. Medvedev | 3e tour F. Cerúndolo     | —                   | 1/8 de finale J. Draper | 1/2 finale J. Sinner | —                      | 3e tour A. Mannarino     |                         |                            |

N.B. : sous le résultat se trouve le nom de l’ultime adversaire.

## Confrontations avec ses principaux adversaires
Confrontations lors des différents tournois ATP et en Coupe Davis avec ses principaux adversaires (5 confrontations minimum et avoir été membre du top 10). Classement par pourcentage de victoires. Situation au 3 juin 2025 :
| Joueur                | Meilleur classement | Confrontations | Victoires | Défaites | Pourcentage de victoires | Dernière confrontation                                  |
| --------------------- | ------------------- | -------------- | --------- | -------- | ------------------------ | ------------------------------------------------------- |
| Alex de Minaur        | 6                   | 6              | 1         | 5        | 16,7                     | victoire (7-5, 6-3) au Masters de Rome 2025             |
| Andrey Rublev         | 5                   | 6              | 1         | 5        | 16,7                     | défaite (5-7, 5-7) au Masters de Shanghai 2023          |
| Daniil Medvedev       | 1                   | 5              | 1         | 4        | 20                       | défaite (4-6, 0-6) au Masters d'Indian Wells 2025       |
| Jannik Sinner         | 1                   | 5              | 1         | 4        | 20                       | défaite (6-1, 0-6, 3-6) au Masters de Rome 2025         |
| Carlos Alcaraz        | 1                   | 7              | 2         | 5        | 28,6                     | défaite (0-6, 1-6, 4-6) à Roland-Garros 2025            |
| Jack Draper           | 4                   | 6              | 2         | 4        | 33,3                     | défaite (2-6, 2-6) au Masters de Madrid 2025            |
| Casper Ruud           | 2                   | 6              | 2         | 4        | 33,3                     | victoire (6-2, 1-6, 6-3) au Masters d'Indian Wells 2024 |
| Taylor Fritz          | 4                   | 5              | 2         | 3        | 40                       | défaite (2-6, 3-6) au tournoi de Delray Beach 2024      |
| Cameron Norrie        | 8                   | 5              | 2         | 3        | 40                       | victoire (6-3, 7-5) au Masters d'Indian Wells 2025      |
| Roberto Bautista-Agut | 9                   | 7              | 4         | 3        | 57,1                     | victoire (6-1, 6-4) au Masters de Rome 2025             |

## Victoires sur le top 10
Toutes ses victoires sur des joueurs classés dans le top 10 de l'ATP lors de la rencontre.
| Légende      |
| Grand Chelem |
| Masters 1000 |
| ATP 500      |
| ATP 250      |

| #  | T.P.  | Tournoi      | Année | Surface      | Adversaire        | Rang  | Tour   | Score           |
| -- | ----- | ------------ | ----- | ------------ | ----------------- | ----- | ------ | --------------- |
| 1  | no 66 | Acapulco     | 2020  | Dur          | Alexander Zverev  | no 7  | 1/8    | 6-3, 6-4        |
| 2  | no 60 | Indian Wells | 2021  | Dur          | Andrey Rublev     | no 5  | 1/16   | 6-4, 3-6, 7-5   |
| 3  | no 39 | Acapulco     | 2022  | Dur          | Matteo Berrettini | no 6  | 1/16   | 4-6, 5-1 ab.    |
| 4  | no 39 | Indian Wells | 2022  | Dur          | Alexander Zverev  | no 3  | 1/32   | 6-2, 4-6, 7-62  |
| 5  | no 34 | Montréal     | 2022  | Dur          | Carlos Alcaraz    | no 4  | 1/16   | 64-7, 7-67, 6-3 |
| 6  | no 31 | Paris-Bercy  | 2022  | Dur (int.)   | Rafael Nadal      | no 2  | 1/16   | 3-6, 7-64, 6-1  |
| 7  | no 23 | Acapulco     | 2023  | Dur          | Taylor Fritz      | no 5  | 1/2    | 6-3, 62-7, 7-62 |
| 8  | no 14 | Toronto      | 2023  | Dur          | Carlos Alcaraz    | no 1  | 1/4    | 6-3, 4-6, 6-3   |
| 9  | no 17 | Indian Wells | 2024  | Dur          | Casper Ruud       | no 9  | 1/4    | 6-2, 1-6, 6-3   |
| 10 | no 16 | Rome         | 2024  | Terre battue | Daniil Medvedev   | no 4  | 1/8    | 6-1, 6-4        |
| 11 | no 16 | Rome         | 2024  | Terre battue | Hubert Hurkacz    | no 9  | 1/4    | 7-5, 3-6, 6-3   |
| 12 | no 13 | Stockholm    | 2024  | Dur (int.)   | Grigor Dimitrov   | no 10 | Finale | 6-4, 6-3        |
| 13 | no 12 | Rome         | 2025  | Terre battue | Alex de Minaur    | no 8  | 1/8    | 7-5, 6-3        |

## Classements ATP en fin de saison
| Année          | 2014 | 2015 | 2016 | 2017 | 2018 | 2019 | 2020 | 2021 | 2022 | 2023 | 2024 |
| Rang en simple | 946  | 274  | 285  | 152  | 201  | 90   | 54   | 43   | 32   | 13   | 12   |
| Rang en double | 1659 | 878  | 310  | 884  | 362  | 586  | 180  | 173  | 108  | 339  | –    |

Source : (en) Classements de Tommy Paul sur le site officiel de la Fédération internationale de tennis